# Lycia ypsilon
Lycia ypsilon är en fjärilsart som beskrevs av Stephen Alfred Forbes 1885. Lycia ypsilon ingår i släktet Lycia och familjen mätare, Geometridae. Två underarter finns listade i Catalogue of Life, Lycia ypsilon carlotta (Hulst, 1896) och Lycia ypsilon ypsilon (Forbes, 1885)